# Plecia aterrima
Plecia aterrima är en tvåvingeart som beskrevs av Enrico Adelelmo Brunetti 1925. Plecia aterrima ingår i släktet Plecia och familjen hårmyggor. Inga underarter finns listade i Catalogue of Life.